# Ouirition

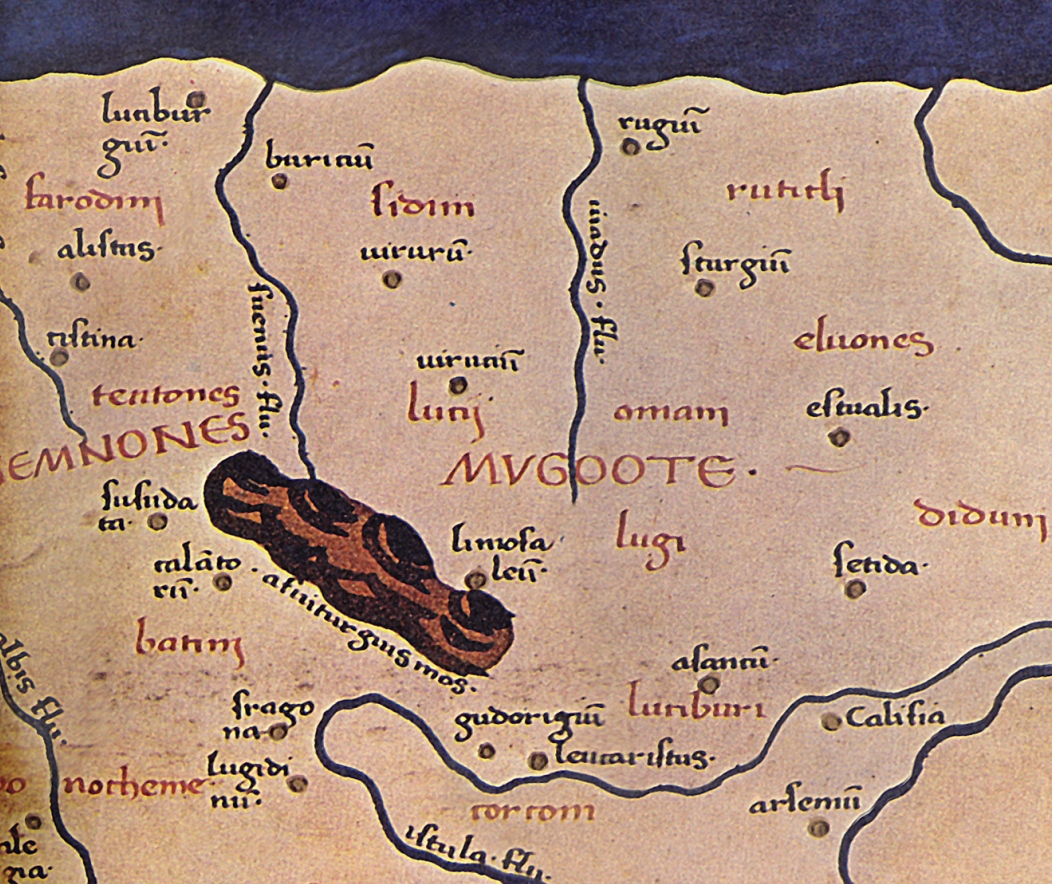
Lage von Ouirition nach Ptolemaios

Ouirition, auch Virition (altgriechisch Οὐρίτιον; lateinisch Viritium), ist ein Ortsname, der von Ptolemaios in seinem um das Jahr 150 erstellten Koordinatenwerk Geographia als einer der im Norden der Germania magna, in der Nähe der Meeresküste liegenden Orte (πόλεις) mit 41° 00' Länge (ptolemäische Längengrade) und 54° 30' Breite angegeben wird.

## Lokalisation
Bisher konnte der antike Ort nicht sicher lokalisiert werden. Ein interdisziplinäres Forscherteam um Andreas Kleineberg, das die ptolemäischen Koordinaten von 2006 bis 2009 neu untersuchte und interpretierte, lokalisiert zurzeit Ouirition auf dem Gebiet bei Czlopa (Schloppe) in Polen. Nach dieser Lokalisierung lag Ouirition an einer wichtigen West-Ost-Route der Germania magna, dem Hellweg.